# World of Hurt (album)
World of Hurt is het eerste album van Ilse DeLange, uitgebracht in juli 1998. In de eerste vijf maanden na de lancering werden meer dan honderdduizend exemplaren verkocht. Uiteindelijk werd World of Hurt bekroond met vijfmaal platina. In Profiel 2011 lichtte de zangeres toe vooraf ingeschat te hebben dat er maximaal 50.000 exemplaren verkocht zouden gaan worden.
Het album is opgenomen in de country-hoofdstad van de wereld Nashville (Verenigde Staten), onder leiding van producer Barry Beckett.

## Tracklist
1. Flying Blind - 3:52
2. Lonely Too - 2:56
3. Just Like the Moon - 3:50
4. What Does Your Heart Say Now - 3:07
5. I'd Be Yours - 2:45
6. World of Hurt - 3:57 (Beth Nielsen Chapman)
7. All the Woman You'll Ever Need - 4:24
8. If You Had the Heart - 3:14
9. Flying Solo - 4:05
10. Old Tears - 3:37
11. I'm Not So Tough - 4:29
12. When We Don't Talk - 3:01
13. Tap Dancing on the Highwire - 3:07
14. You Are the Dream - 2:57